# مای. کالی
مای. کالی (انگلیسی: My.Kali) یک مجله برخط پان‌عرب دگرباشی، منشتر شده در امان پایتخت اردن است. این مجله از سال ۲۰۰۷ به زبان انگلیسی و از سال ۲۰۱۶ به عربی منتشر می‌شود. نام این مجله از نام بنیان‌گذار آن خالد «کالی» عبدالهادی گرفته شده‌است.